# Concept (gioco)
Concept è un gioco da tavolo in stile tedesco di Alain Rivollet e Gaëtan Beaujannot pubblicato nel 2013 da Repos Production e distribuito in Italia da Asterion Press.
Il gioco ha vinto il premio As d'Or nel 2014 al Festival Internazionale dei Giochi di Cannes.

## Il gioco
Il meccanismo di gioco si basa sull'identificazione dei soggetti tramite la combinazione di elementi simbolici. I giocatori devono indovinare titoli di film, oggetti, persone o personaggi posizionando delle pedine su alcune delle 117 icone che compongono il tabellone.

### Regole del gioco

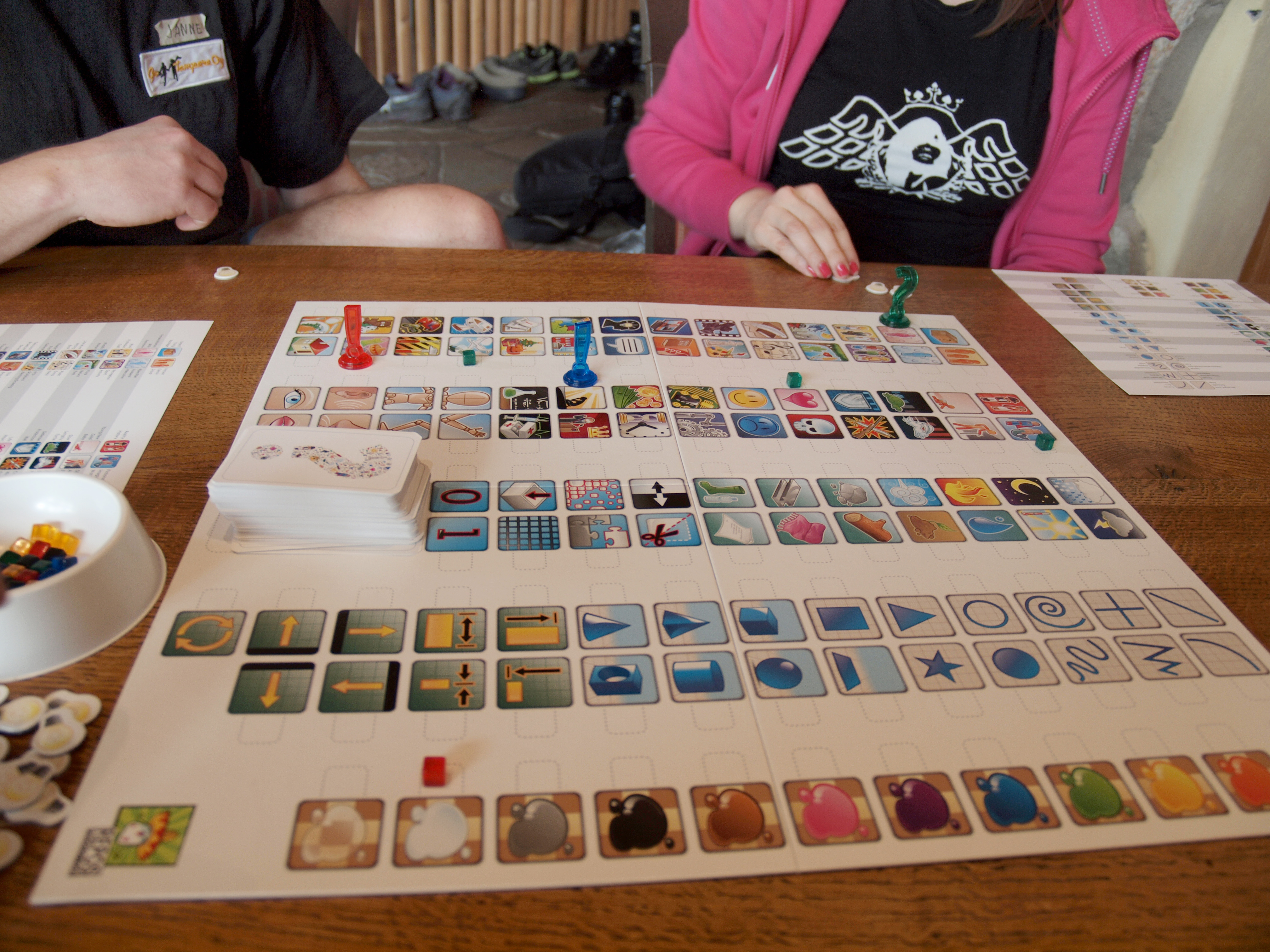
Fase di una partita a Concept.

Due giocatori a turno scelgono una carta "concetto" dal mazzo e scelgono una parola o una frase tra le 9 presenti sulla carta (divise in tre sezioni:  facile, difficile e impegnativo) che dovranno far indovinare agli altri attraverso il posizionamento di pedine e cubi su un tabellone contenente 117 icone.
I due giocatori piazzeranno per prima la pedina di colore verde a forma di punto interrogativo (?) per esprimere il concetto principale. Per poter definire meglio il concetto principale, i due giocatori hanno a disposizione dei cubi dello stesso colore. Poi, se necessario, si potranno sviluppare fino a quattro concetti secondari attraverso pedine a forma di punto esclamativo (!) di colore giallo, nero, rosso e blu con relativi cubi dello stesso colore.
Il giocatore che per primo indovina la parola o la frase riceve 2 punti vittoria (segnalini a forma di doppia lampadina) mentre i due giocatori che hanno rappresentato il concetto guadagnano un punto vittoria (segnalini a forma di lampadina).
La partita finisce quando sono stati assegnati tutti i 12 segnalini da 2 punti vittoria e vince chi ha più punti.

## Premi e riconoscimenti
Il gioco ha vinto i seguenti premi e riconoscimenti:
- 2014
  - As d'Or: vincitore[1];
  - Spiel des Jahres: finalista[2];
  - Juego del Año: finalista[3];
  - Grand Prix du jouet - Jeu de société[4];
  - Spiele Hit - mit Freunden[5];
  - Trophée Flip - Editeur Divertissement[6];
  - Hra Roku, Gioco dell'anno[7].